# Lakóca
A Lakóca (románul: Varful Lacauti) a romániai Kovászna megye legmagasabb pontja és egyben a Háromszéki-havasok második legmagasabb pontja is, a Kovászna-Buzău-Vrancea hármas megyehatárhoz közel. A  csúcson időjárás-előrejelző állomás működik már több évtizede. A csúcsot általában Komandóról szokták megközelíteni, mely a megye legmagasabban ( 1000 m-en) fekvő települése. Innen Ölyvesig erdei út, onnan pedig ösvény vezet fel a ligetes lucfenyőerdőben, a menetidő kb. 4 óra edzett emberek számára, nyáron. Télen a nagy hó miatt 6-7 óra az átlag. A  Lakócán húzódott az országhatár 1940-1945/1947 között.
A Lakóca nem a legmagasabb csúcs a környéken, a tőle délkeletre levő Górhavas az 1785 m, mely ma Vráncsa megyéhez tartozik de 1920-ig ill. 1968-ig Háromszékhez tartozott, értelemszerűen rajta húzódik-húzódott az ún. ezeréves határ ( a Lakóca beljebb esett, nem határövezetbe). A Lakócáról 3 óra alatt lehet feljutni a Górhavasra, mely ma a Vráncsai hegység legmagasabb csúcsa. A Vráncsai hegység a Keleti Kárpátok külső övezetének hegysége, gyakorlatilag a Háromszéki havasok túlsó fele.
A csúcstól nem messze nemrég átadtak egy 1700 m magasságon fekvő menedékházikót, hol 4-8 ember húzódhat meg szükség esetén. A menedékházikó a Kovászna megyei Hegyimentő szolgálat kezelésében van.
Orbán Balázs leírása:
Pilisen még túl van az 5600 láb magas Lakóczás havas. E havasból ered a Zabola pataka, mely kifelé foly, s mely darabig a határszélt jelöli. A Lakóczás nyugati oldalán fakad fel a Nagy, déli oldalán pedig a Kis-Biszka, melyek a Bodza-szoros felé folyva, a hazánk délkeleti szögletében levő Csilányos havast kerítik be. Mindezen völgyek, havastájaink legszebb vidékeit tárják fel, hol minden lépten a vadon nagyszerűsége ragadja meg az utas figyelmét; oly ős erdőségek terjednek ott el, melyeket úthiány miatt mindeddig hasznosítani nem tudtak, de a melyek egyszersmind pusztítástól is mentesítve levén, ős eredetiségükben pompáznak.